# Sở Đổ Ngao
Sở Đổ Ngao (chữ Hán: 楚杜敖; trị vì: 676 TCN-672 TCN hoặc 674 TCN-672 TCN, hay Sở Trang Ngao (楚庄敖), tên thật là Hùng Gian (熊艱) hay Mị Gian (羋貲), là vị vua thứ 22 của nước Sở - chư hầu nhà Chu trong lịch sử Trung Quốc.

## Mẫu thân
Theo Sử ký, Hùng Gian là con của Sở Văn vương – vua thứ 18 nước Sở. Tả Truyện cho biết thêm mẹ ông là Tức Trịnh thị, vốn là vợ cũ vua nước Tức. Năm 677 TCN, Văn vương mất, Hùng Gian lên nối ngôi, tức là Sở Đổ Ngao.
Đổ Ngao còn nhỏ, chú là công tử Nguyên làm Lệnh doãn (tể tướng) phụ chính, say mê mẹ Đổ Ngao là Tức Vĩ. Vì muốn lấy lòng Tức Vĩ, năm 676 TCN, Tử Nguyên mang quân cùng 600 cỗ xe đi đánh nước Trịnh, đến cửa Cốc Trất. Tống Hoàn công bèn cử binh cứu Trịnh. Tử Nguyên thấy vậy bèn nhân đêm tối rút quân.
Theo Sử ký, Đổ Ngao muốn giết em cùng mẹ là Hùng Uẩn. Hùng Uẩn bỏ chạy sang nước Tùy, mượn quân Tùy về đánh, giết chết ông và giành ngôi vua, tức là Sở Thành vương.
Cũng theo Sử ký, Đổ Ngao làm vua được 5 năm (676 TCN-672 TCN); theo Kinh Xuân Thu và Tả Truyện, ông làm vua được 3 năm (674 TCN-672 TCN).
Tuy nhiên, ghi chép của Tả truyện về thân thế của ông không hợp lý. Cha ông là Sở Văn vương giết vua nước Tức để lấy Tức Vĩ năm 680 TCN, sau đó Tức Vĩ mới sinh ra ông và Hùng Uẩn. Như vậy tại thời điểm Đổ Ngao mất ngôi (672 TCN), cả hai anh em đều chưa đến 10 tuổi, rất khó xảy ra những diễn biến tranh chấp và lật đổ ngôi vua như Sử ký nêu.
Sử ký không nhắc tới việc Văn vương lấy Tức Vĩ, chỉ nói tới việc tranh ngôi giữa 2 anh em, có thể theo đó thì 2 anh em Đổ Ngao và Thành vương đều đã trưởng thành. Tả Truyện tuy nói tới mẹ của 2 người là Tức Vĩ lấy Sở Văn vương năm 680 TCN, nhưng không chép việc thay ngôi vua giữa Đổ Ngao và Thành vương ra sao.